# クールブヴォア
クールブヴォア（クルブヴォワ）(Courbevoie 発音例)は、イル・ド・フランス地域圏、パリ西部近郊のオー＝ド＝セーヌ県にある都市である。ナンテールやピュトーと都市再開発地区ラ・デファンスの一部を形成し、就業人口が多い。面積が狭いため人口密度も高い。

クールブヴォアの位置

点描画で有名なジョルジュ・スーラの作品「クールブヴォアの橋」が描かれた場所でもある。
地名はラテン語の「curva via（曲がった道≒curved way）」に因む。

## 関係者
著名出身者
- ルイ＝フェルディナン・セリーヌ：作家
- アルレッティ：女優
- ミシェル・ブラン：俳優
- ジャン＝ピエール・ダルッサン：俳優
- ルイ・ド・フュネス：フランスの国民的喜劇俳優
- ミシェル・ロカール：元フランス首相
- フィリップ・キャンデロロ：プロスケーター・解説者
- ミシェル・デルペッシュ：歌手

居住その他ゆかりある人物
- ジャクリーヌ・フランソワ（フランス語版）：歌手。ヌイイ＝シュル＝セーヌ生まれ。同地で死去。